# 레알 (영화)
《레알》(Real: The Movie)은 스페인에서 제작된 보르하 만소 감독의 2005년 다큐멘터리, 드라마 영화이다. 제비어 알바라 등이 주연으로 출연하였고 루이스 만소 등이 제작에 참여하였다.

## 출연

### 주연
- 제비어 알바라 - 토마스 비아스
- 제시카 볼 - 메건
- 마거에트 콜리 - 토마스의 이웃집 할머니
- 모우사 페이예 - 아키아
- 사사키 케이이치로 - 코지
- 아리 오타 - 사라카
- 길레르모 헤레라 - 맥시

### 조연
- 데이비드 베컴
- 호나우두
- 지네딘 지단
- 마이클 오언
- 루이스 피구
- 라울 곤살레스

## 한국판 성우진(SBS) (2008년 8월 8일)
- 오세홍 - 토마스 비아스(제비어 알바라)
- 이봉준 - 반델레이 룩셈부르고(본인)
- 최문자 - 토마스의 이웃집 할머니(마거에트 콜리) / 아키아(모우사 페이예)
- 이선호 - 맥시(길레르모 헤레라)
- 손원일 - 라울 곤살레스(본인)
- 차명화 - 메건(제시카 볼)
- 문관일 - 지네딘 지단(본인)
- 조진숙 - 사유카(아리 오타)
- 김장 - 코지(사사키 케이아치로)
- 이근욱 - 레알 미드리드 스탭
- 장광 - 메건의 아버지 / 레알 미드리드 스탭
- 임은정 - 메건의 엄마 / 맥시의 엄마
- 김태웅 - 맥시의 할아버지
- 강수진 - 여자 축구팀 감독
- 윤복성 - 아키아의 아버지
- 송준석 - 맥시의 아버지 / 코지의 친구
- 홍진욱 - 라디오 방송